# 1215年
| 千纪： | 2千纪 |
| 世纪： | 12世纪 \| 13世纪 \| 14世纪 |
| 年代： | 1180年代 \| 1190年代 \| 1200年代 \| 1210年代 \| 1220年代 \| 1230年代 \| 1240年代                                                                     |
| 年份： | 1210年 \| 1211年 \| 1212年 \| 1213年 \| 1214年 \| 1215年 \| 1216年 \| 1217年 \| 1218年 \| 1219年 \| 1220年                                           |
| 纪年： | 乙亥年（猪年）；西夏光定五年；大理天开十一年；蒙古太祖十年；金贞祐三年；南宋嘉定八年；耶律留哥元統三年；蒲鲜万奴天泰元年；越南建嘉五年；日本建保三年 |

## 大事记
- 歐洲
  - 6月15日——英格兰国王无地约翰被迫与国内贵族签订《大宪章》。
  - 6月21日——英國國會的前身英格蘭議會成立。
  - 羅馬教宗依諾森三世召開第四次拉特朗公會議，宣布成立方濟會、異端裁判所與發放贖罪券，預備再組第五次十字軍東征。

- 中亞
  - 花剌子模王朝國王阿拉烏丁·摩訶末攻滅古爾王朝。

- 中国
  - 5月31日——元太祖成吉思汗麾下大將石抹明安攻下金朝首都中都（今北京），1217年太师、国王木华黎改中都为燕京
  - 東遼耶律留哥投靠成吉思汗，被封為遼王。
  - 金朝將領蒲鮮萬奴自立為天王，國號大真，年號天泰，金朝在東北的諸多猛安謀克響應。

- 東南亞
  - 柬埔寨吳哥王朝國王闍耶跋摩七世去世，其子因陀羅跋摩二世繼位。

## 出生
- 9月23日——元世祖忽必烈，第五位大蒙古国皇帝（蒙古帝国大汗），1260年登基称帝，1271年将国号“大蒙古国”改为“大元”（1294年去世，79岁）

## 逝世
- 闍耶跋摩七世，柬埔寨吳哥王朝國王，吳哥古蹟的大部分建築均由其所修建。